# 리나 보 바르디
리나 아킬리나 보(이탈리아어: Lina Achillina Bo, 1914년 12월 5일 ~ 1992년 3월 20일)는 리나 보 바르디(포르투갈어: Lina Bo Bardi)라는 이름으로 알려진 브라질의 건축가다. 이탈리아에서 태어나 브라질에서 활동하며 건축의 사회적, 문화적 가능성을 주장한 모더니즘 건축가로 평가된다. 이탈리아에서 건축을 공부하며 브라질의 자생적 건축과 근대 건축에 끼친 영향에 매료되었다. 외국인이자 여성이라는 사실 때문에 브라질 건축계에서 쉽게 용인되지 않은 인물이다.
평생에 걸친 독창적인 건축 일러스트레이션과 자신에게 남긴 인상적인 메모로 널리 알려져 있다. 리나 보 바르디는 가구와 주얼리 디자인으로도 유명하다. 2008년에 1993년 출판된 도록이 재출간되며 명성을 얻었다. 20세기 브라질 건축에서 가장 중요한 건축가 가운데 한 명이다.

## 생애

### 이탈리아의 유년기
아킬리나 보는 1914년 12월 5일 이탈리아 로마에서 엔리코 보와 지오반나 보 부부의 첫째 아이로 태어났다. 이후 부부는 그라지엘라라고 이름붙인 둘째 아이를 갖게 된다. 아킬리나는 어려서부터 예술에 관심이 많았다. 그가 건축가가 되기로 결심했을 때 아버지 엔리코 보는 그다지 마음에 들어하지 않았다. 아킬리나는 25살이 되던 해인 1939년에 졸업 작품인 ‘산부인과와 보육원’을 발표하며 로마 건축 대학을 졸업한다. 밀라노에 기반을 마련하고 동료 건축가 카를로 파가니와 함께 일을 시작한 뒤 1943년까지 지오 폰티와 함께 잡지에 글을 썼다. 1942년에 자신의 설계 사무소를 열었지만 전쟁의 여파로 불어닥친 불황으로 인해 잡지와 신문을 위한 삽화를 그렸다. 그의 첫 사무실은 1943년 폭격으로 소실되었다. 1944년부터 1945년까지 도무스지 부국장을 지냈다.
전쟁은 그로 하여금 이탈리아 공산당에 더 깊은 관심을 갖게 만들었고 나치 독일에 맞서는 저항 활동을 하기도 했다. 1945년 도무스지는 이탈리아 전역을 돌며 전쟁으로 파괴된 건축물을 다루는 기사를 의뢰했다. 이때 아킬리나와 카를로 파가니를 만난 사진작가 페데리코 파텔라니, 그리고 브루노 제비까지 네 명이 모여 주간지 A를 창간했다. 아킬리나는 일간지 밀라노 세라와 협업하기도 했다. 전후 국가적 재건을 위한 정부 주도의 모임에 참여한 그는 이탈리아의 물질적, 정신적 회복을 논했다. 사망 직전 인터뷰에서 당시 상황을 회고하며 현대적인 이탈리아에 대한 이념이 환상이 되어버렸다는 사실을 깨달았다고 말했다.
1946년 로마로 돌아온 아킬리나는 예술 평론가이자 저널리스트였던 피에트로 마리아 바르디와 결혼식을 올렸다.

### 브라질에서의 건축 경력
이탈리아 저항군 활동에 가담했던 바르디 부부는 전후 이탈리아에서 살아가는데 어려움을 느끼고 남아메리카로 여행을 떠났다. 리우에서 브라질건축가협회의 인가를 받은 리나 보 바르디는 그에게 많은 영감을 안겨준 나라인 브라질에 제 2의 터전을 마련했다. 남편과 함께 잡지 하비타트를 창간했는데 이는 인간의 가능성을 극대화하는 이상적인 주거 공간을 향한 그의 철학을 보여준다.
1947년 남편 피에트로가 운영을 맡게 된 현대 미술관의 설계을 담당했다. 리나 보 바르디는 미술관이 리우에 지어지길 원했지만 상파울루에 건설되었다. 직접 설계한 자택인 유리의 집이 완공된 1951년에 브라질 시민권을 취득했다. 유리의 집은 그 사상적 기반이 이탈리아 건축에 뿌리를 두고 있지만 브라질에서 받은 문화적 영향으로 풍부한 표현이 가미되었다. 영국의 평론가 로완 무어는 유리의 집이 “주변 사람, 사물과 상호작용“한다며 리나 보 바르디의 건축이 “새로운 경험을 선사하고 잃어버린 감각을 탐색, 회복하는 장치”로서 기능한다고 평했다.
1955년 상파울루 대학교 건축대학에서 강연을 했다.

## 드로잉
리나 보 바르디는 6천 점이 넘는 드로잉을 남겼다. 상당수의 작품은 자신과 남편을 위해 직접 설계한 상파울루의 집에 있는 개인 아카이브에서 보관 중이다. 보는 생각과 발상을 세상에 알리기 위한 주요한 방법으로 드로잉을 활용했다. 대부분의 작품은 단일한 작업이 아닌 다양한 크기와 관계 속에서 서로 연관지어 해석될 수 있다. 다른 장소와 국가로 이주하며 마주친 그를 둘러싼 환경의 변화는 작품에 투영되었다.

### 분석적 드로잉
리나 보 바르디의 드로잉은 그가 건축 교육을 받았다는 흔적을 드러낸다. 처음에 보는 유년시절에서 비롯된 화려한 색을 사용한 표현방식을 고수했다. 이후 더욱 분석적인 자세의 관찰과 작도를 시도하게 된다. 도면에서 벽과 벽 사이에 채워진 공간을 뜻하는 포셰를 그릴 때 주황색 과슈를 사용한 데에서 그의 과감한 선택을 엿볼 수 있다. 보는 역사적 건축물을 집중적으로 다루는 작도 교육을 이수하며 구성, 원근화법, 화법기하를 배워나갔다. 또한 고전주의, 매너리즘, 르네상스 건축에 관한 문헌들과 비트루비우스의 이론을 공부했다.

### 서사적 드로잉
세계대전 막바지에 대학교를 졸업한 보에게 과슈와 수채화로 그린 그림은 이야기를 전하는 매체였다. 낭만주의와 합리주의를 오가며 전통적, 근대적 양식의 표현이 담긴 이미지를 만들어냈다. 때로는 중세 유럽의 만화적 구성을 사용해 줄거리를 설명하기도 했다. 1점 투시, 축측 투영법, 카발리에도 등 다양한 공간 표현 기법을 사용했지만 생기있는 일상의 모습 역시 빼놓지 않고 그려냈다.

## 영향

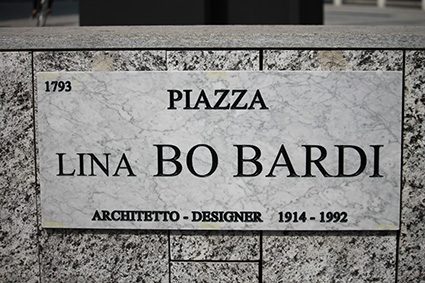
밀라노의 리나 보 바르디 광장에 설치된 기념 명패

리나 보 바르디가 사망하기 2년 전인 1990년에 리나 보 바르디 재단이 설립되었다.
과거부터 지금까지 노먼 포스터, 올라퍼 엘리아슨, 길버트 앤 조지를 포함하여 수많은 건축가와 예술가들은 리나 보 바르디에게 영감을 얻은 작품을 제작해왔다. 세지마 가즈요는 2009년 베네치아 비엔날레에서 보를 집중 조명하기도 했다.
2013년 영국 문화원은 리나 보 바르디 재단와 협력해 영국에서 브라질로 여행하는 건축가들을 위한 리나 보 바르디 펠로우쉽 프로그램을 개설했다.
2014년 구글 두들은 리나 보 바르디의 탄생 100주년을 기념했다.
2015년 영국의 가디언지의 건축 평론가 로완 무어는 리나 보 바르디가 설계한 오피시나 극장을 10대 극장 건축물로 선정했다.

## 주요 작품

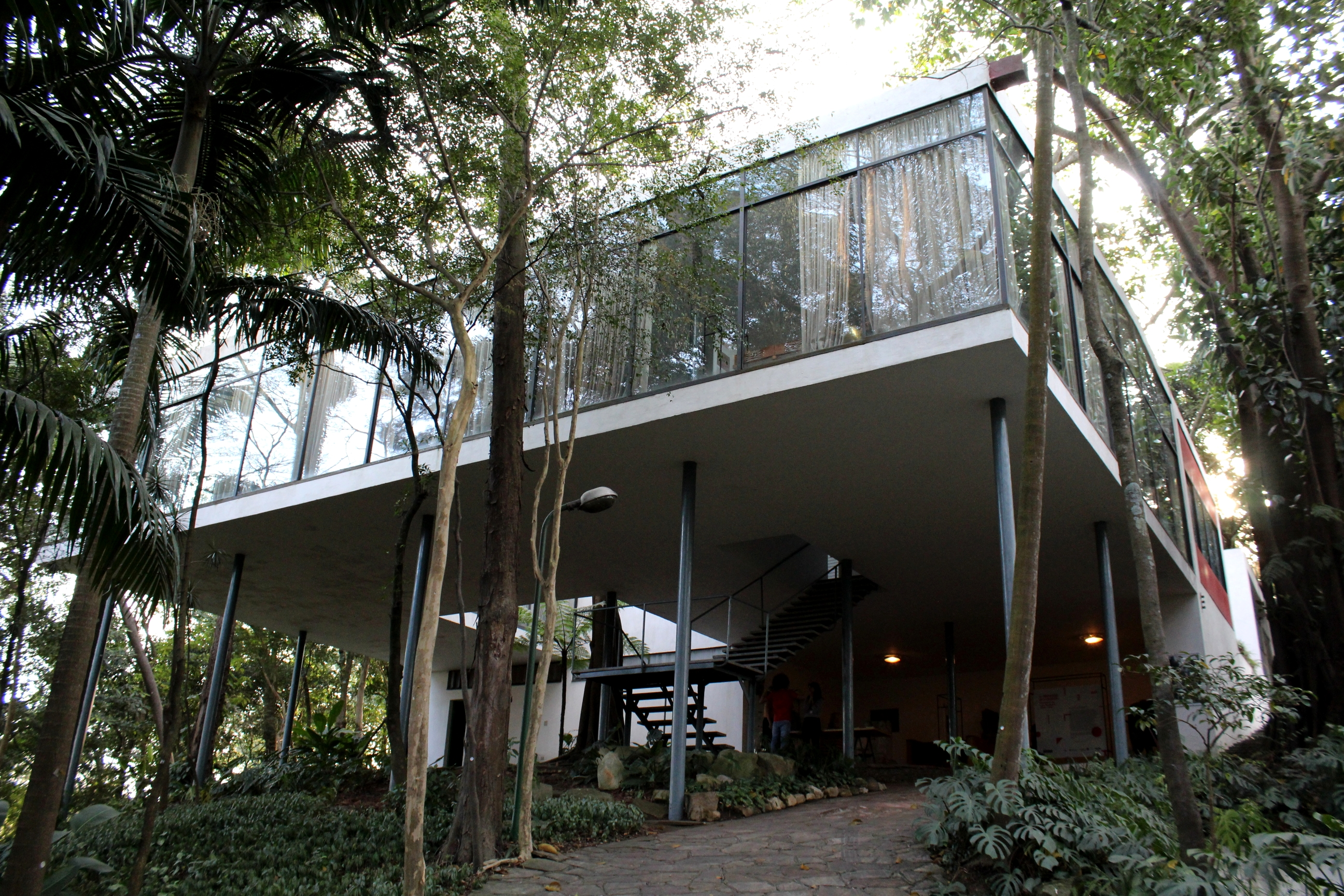
1951년 완공된 유리의 집
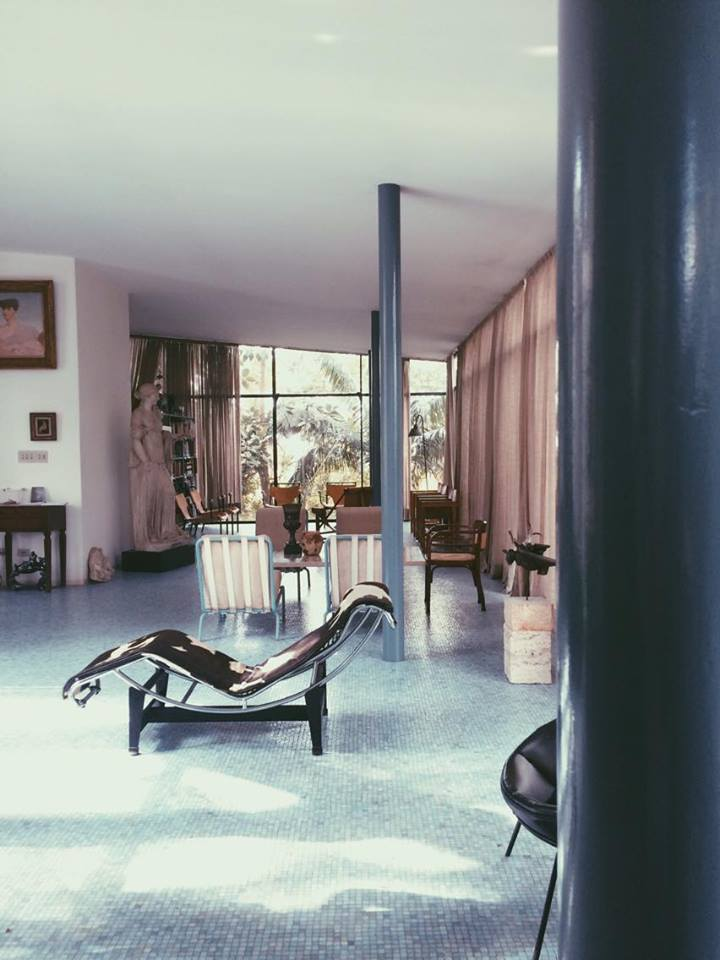
유리의 집 내부
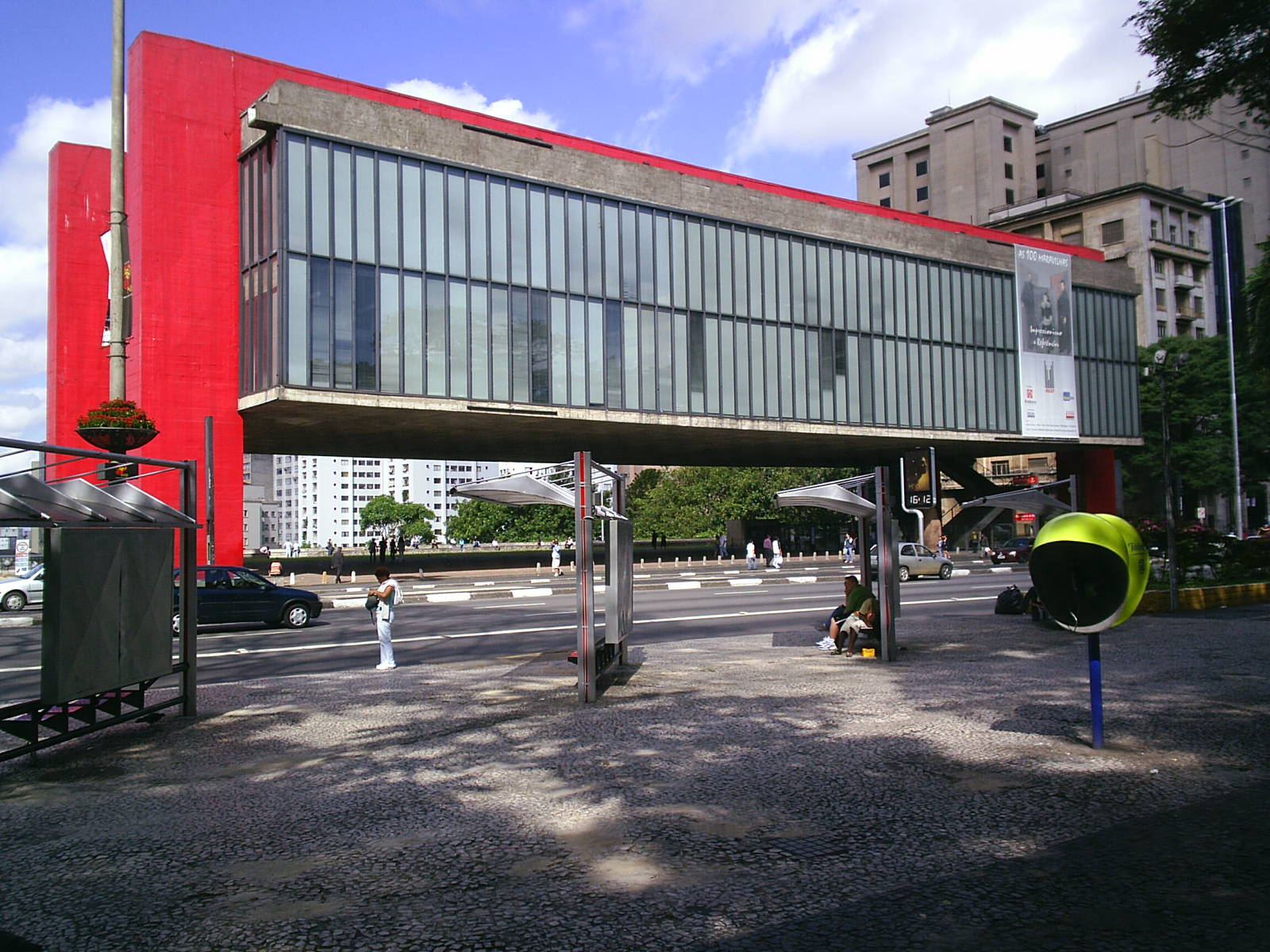
상파울루 미술관
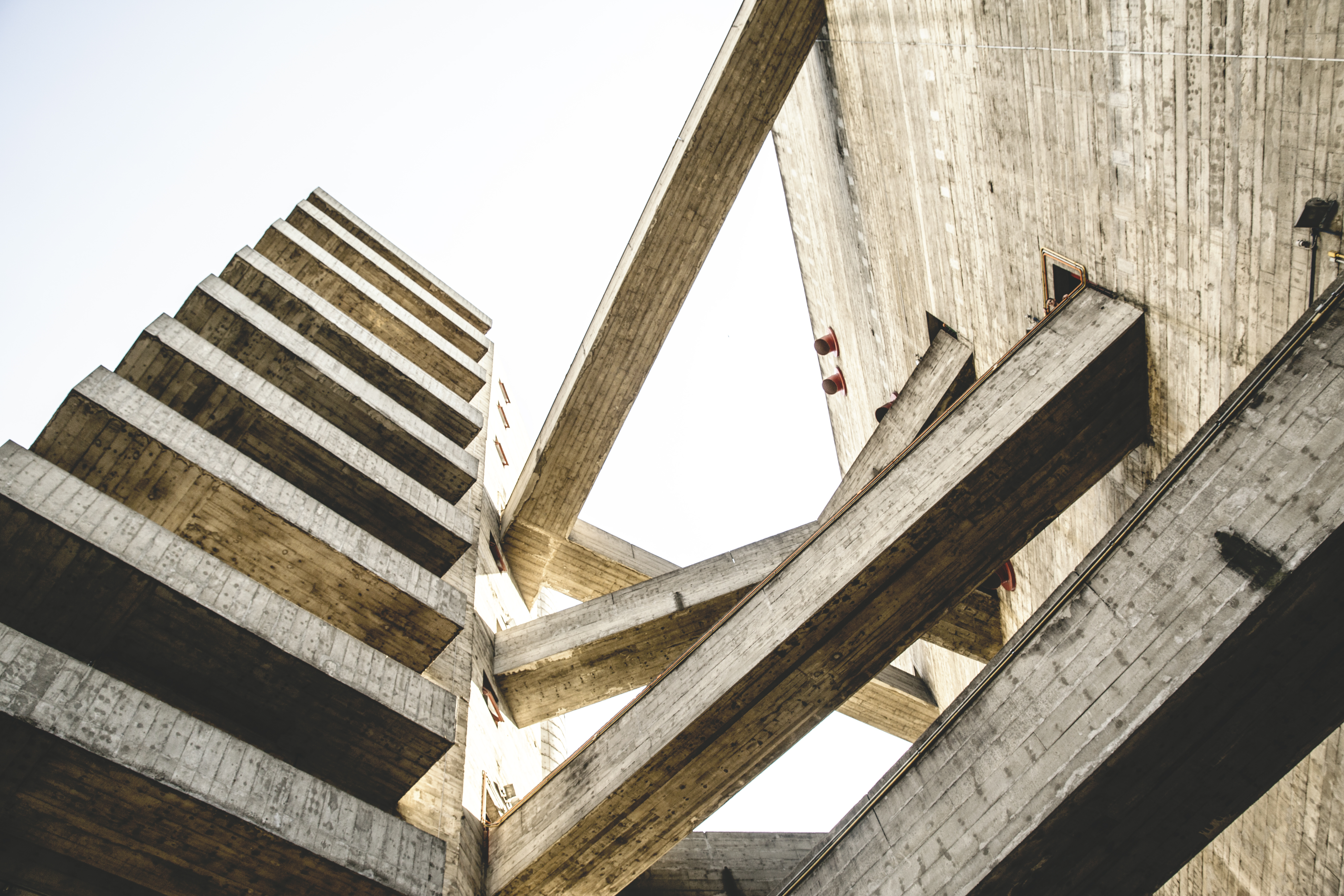
쎄시 폼페이아
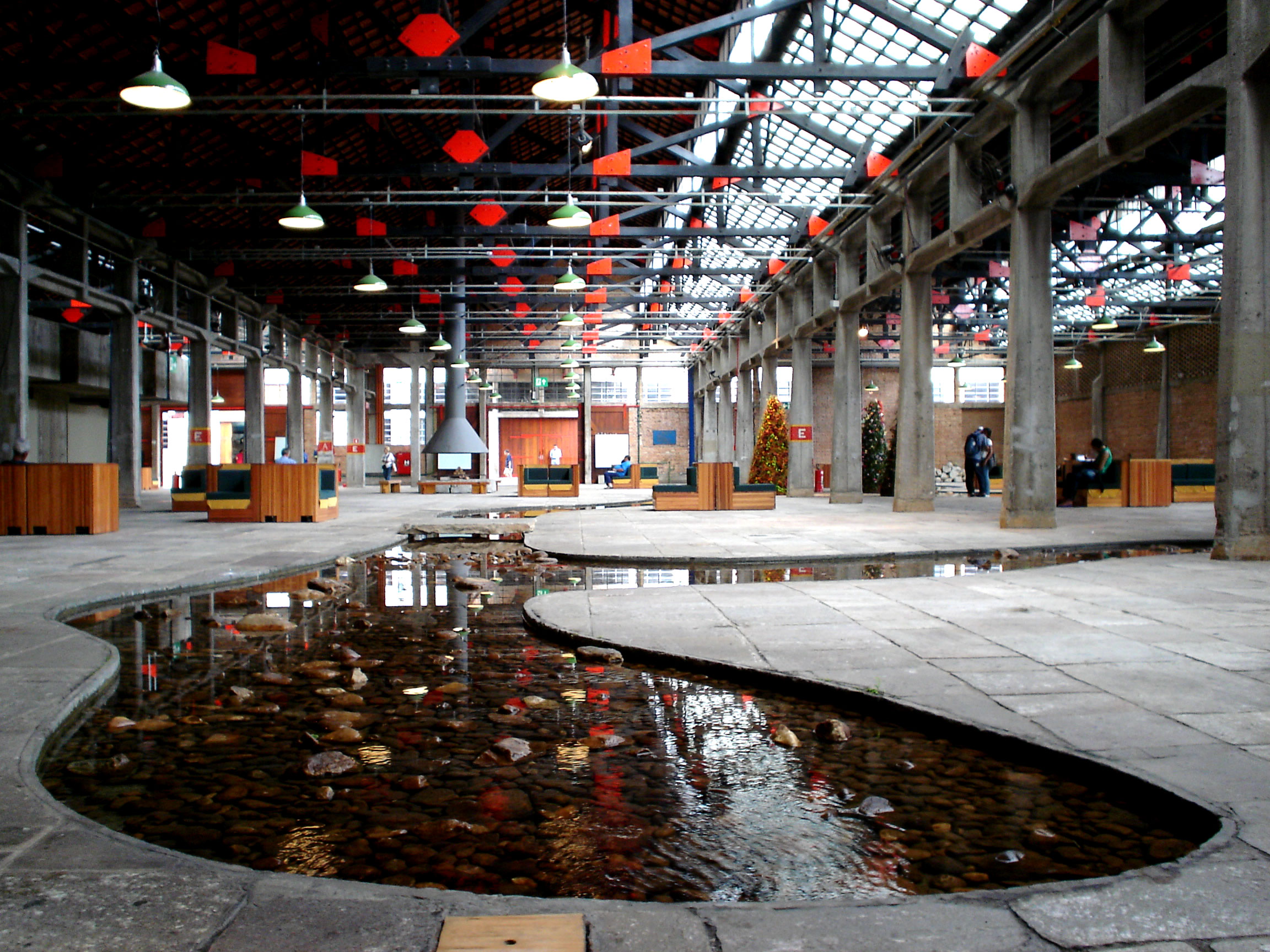
쎄시 폼페이아의 내부
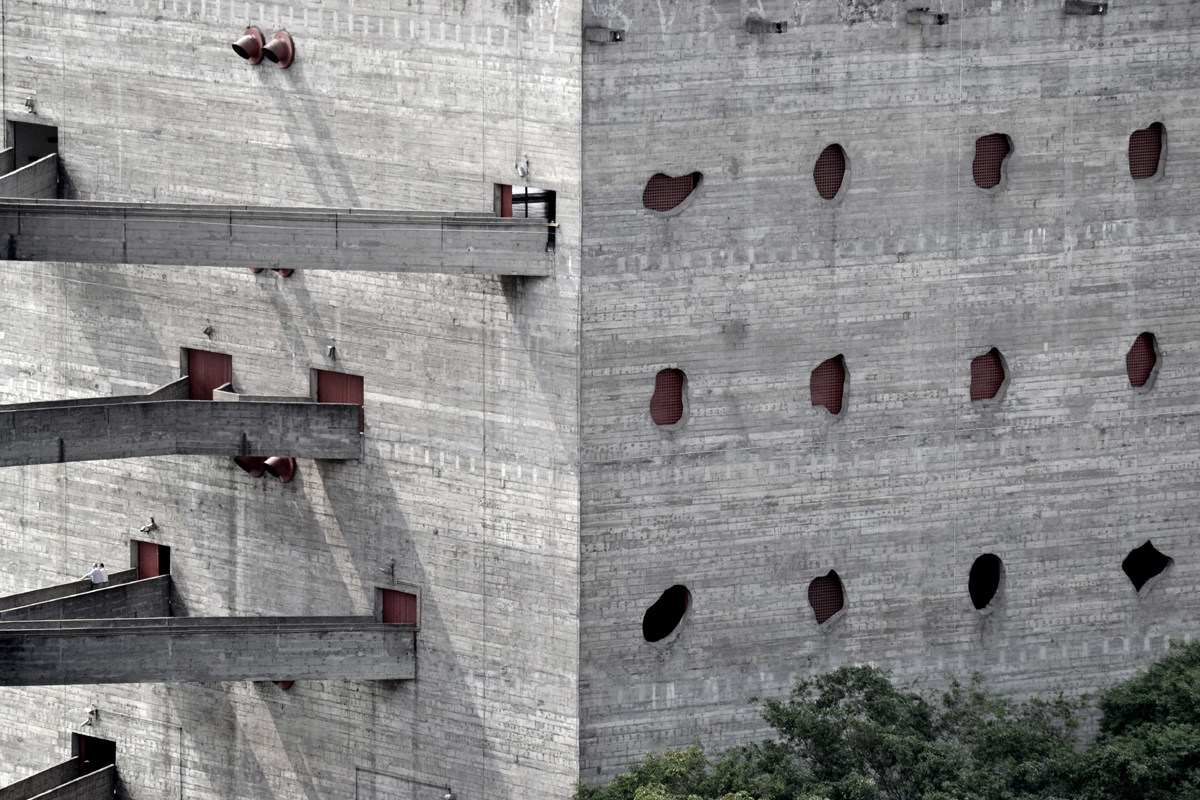
쎄시 폼페이아의 공중가로와 불규칙한 형태로 뚫린 창
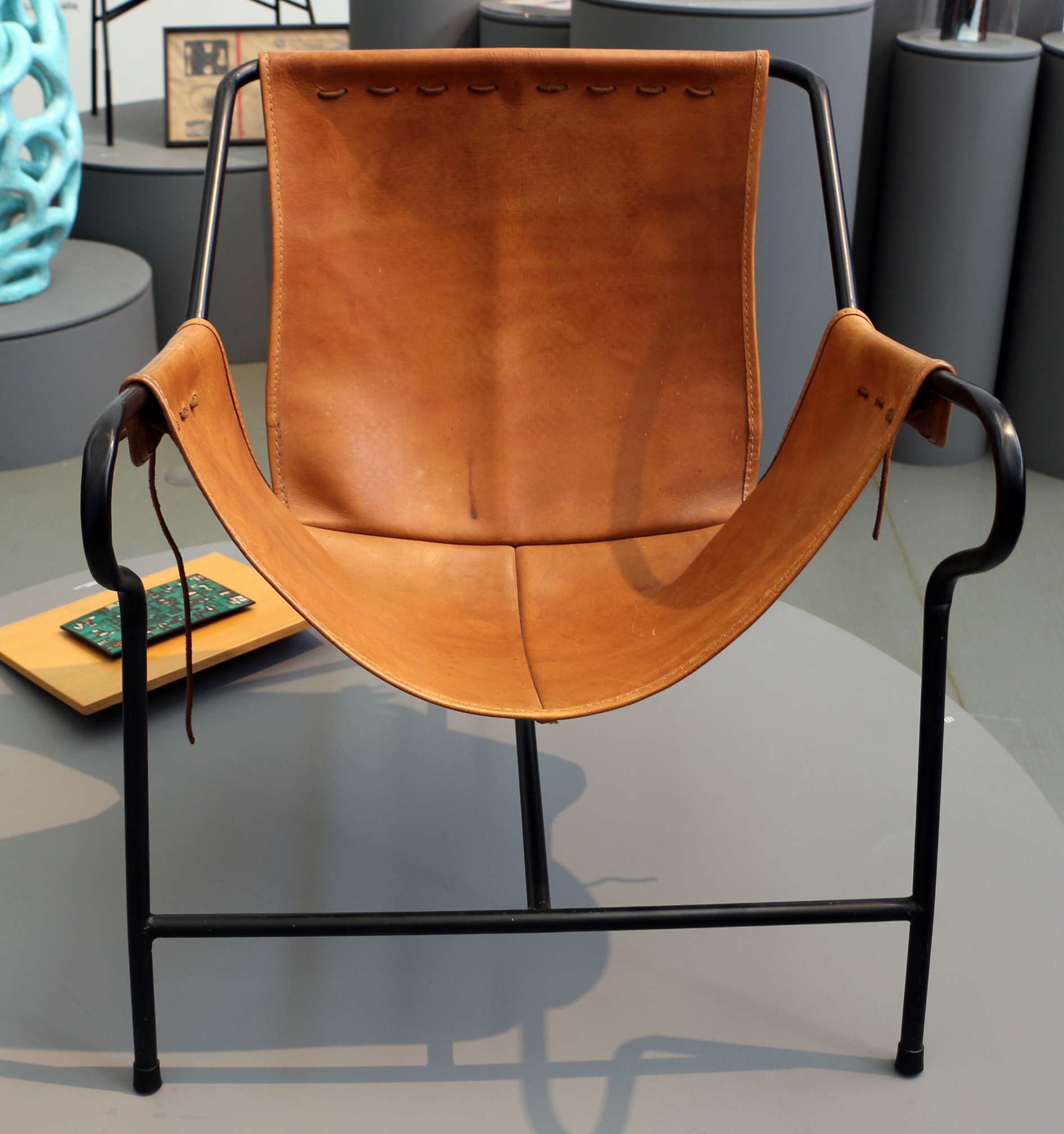
1948년작 트리페 의자

## 같이 보기
- 오스카 니마이어